# ミル・ガサン・ヴェジロフ
ミル・ガサン（ハサン）・キャジム・オグルィ・ヴェジロフ（ロシア語: Мир Гасан Кязим оглы Везиров、アゼルバイジャン語: Mir Həsən Kazım oğlu Vəzirov）はアゼルバイジャン人の革命家であり、26人のバクー・コミッサールの一員である。

## 生涯
1889年、ロシア帝国エリザヴェトポリ県シュシャで教師の家庭に生まれた。曽祖父はカラバフ・ハン国のイブラヒム・ハリム・ハンに仕えた高官であった。地元の実家学校に在学中から革命運動に関わり、政府から弾圧を受けた。1915年にキエフ商科学院に入学し、その後バクーで教師として働いた。所属の革命組織は社会革命党であったが、1917年からは第一次世界大戦への参戦継続に反対する左派分派指導者となり、ボリシェヴィキと協同するようになった。同年初頭の数か月間故郷シュシャで革命運動に携わり、その後バクーへ戻ってソビエト執行委員会メンバーに就いた。
翌1918年にバクー・コミューンが成立するとその農業委員に就任した。同年のムスリム虐殺（三月事件）に関与したとの主張があるが、一方で虐殺を食い止めるために尽力していたとの主張もある。5月からはバクー郡 (ru) 農民ソビエト執行委員会副議長となり、翌6月18日には不動産の小作農への再配分令に署名している。しかし、コミューンが崩壊すると社会革命党に捕らえられ、他のコミューン成員とともに9月20日に銃殺された。